# Rustam Ibrahimbeyov
Rustam Mammadibrahim oglu Ibrahimbeyov (en azerí: Rüstəm Məmmədibrahim oğlu İbrahimbəyov; Bakú, 5 de febrero de 1939 – Moscú, 10 de marzo de 2022) fue un escritor, dramaturgo, guionista y director de cine de Azerbaiyán, miembro de la Unión de Escritores de Azerbaiyán desde 1969.

## Biografía
Rustam Ibrahimbeyov nació el 5 de febrero de 1939 en Bakú. Fue hermano de Maqsud Ibrahimbeyov, escritor de Azerbaiyán.
En 1963 se graduó de la Universidad Estatal del petróleo e industria de Azerbaiyán. Luego continuó su estudio en el Instituto de Cibernética de la Academia de Ciencias de la Unión Soviética en Moscú. 
En 1967 se graduó de los Cursos superiores de Guionistas y Directores de Cine, y en 1974 de los Cursos Superiores de Directores de Cine en la  Universidad Panrusa Guerásimov de Cinematografía.
En los años setenta colaboró con Nikita Mijalkov. La película Urga, dirigida por Nikita Mijalkov, ganó el Premio León de Oro en el Festival Internacional de Cine de Venecia, así como el Premio Felix en Berlín como Mejor Película Europea. La película Quemado por el sol (dirigida por Nikita Mijalkov) recibió Premios Óscar a la Mejor Película en Lengua Extranjera en 1994 y el Gran Premio del Jurado en el 47.º Festival de Cannes.
En 1987 fue miembro del jurado en el 15º Festival Internacional de Cine de Moscú.
Rustam  Ibrahimbeyov falleció el 11 de marzo de 2022 en Moscú y fue enterrado en el Primer Callejón de Honor en Bakú.